# وایت واکر
وایت واکر (انگلیسی: White Walker) یک موجود انسان‌نما در مجموعهٔ تلویزیونی بازی تاج‌وتخت و رمان ترانه یخ و آتش اثرِ جرج آر. آر. مارتین است. در آغاز، از این شخصیت خیالی با نام «دیگران» در رمان یاد شده‌است که تهدیدی فراطبیعی برای بشر محسوب می‌شوند. این موجودات در فراسوی دیوار بزرگ در «وستروس» ساکن هستند.

## توصیف
مارتین این موجودات را با نام «دیگران» در همان پیش‌گفتار رمان بازی تاج‌وتخت (۱۹۹۶) چنین شرح می‌دهد: «بلندقد… لاغر و نحیف و سخت چون استخوان‌های کهن، با گوشتی سفید و رنگ‌پریده همچون شیر» و چشمانی «نافذ و آبی‌تر از هر چشم انسانی دیگر؛ آبی چون یخ مذاب». در حضور سرمای طاقت‌فرسا، این موجودات زرهی بر تن دارند که «گویی با حرکت‌شان، رنگ عوض می‌کنند» و شمشیرهای یخی نازکی حمل می‌کنند که می‌تواند فولاد را هم خُرد کند. این «دیگران»، در سکوت حرکت می‌کنند و زبان مخصوص‌به‌خود را دارند. مارتین شرح می‌دهد که صدایشان «همچون صدای ترک‌خوردن یخ بر سطح یک دریاچهٔ منجمد در زمستان» است. در طوفان شمشیرها (۲۰۰۰) معلوم می‌شود که آن‌ها نسبت به «دراگون‌گِلَس» (نوعی ابسیدین) آسیب‌پذیر هستند و سَـموِل تارلی یکی از آنان را بدین گونه می‌کشد.
در رقصی با اژدهایان، سَـموِل اسنادی بسیار کهن پیدا می‌کند که در آن‌ها ذکر شده که این «دیگران»، نسبت به یک مادهٔ دیگر به نام «دراگون‌استیل» هم آسیب‌پذیرند که خودش و جان اسنو حدس می‌زنند همان «فولاد والرین» باشد.
هر موجودی که توسط «دیگران» کشته شود، کمی بعد دوباره زنده شده و به موجودی موسوم به «وایت» مبدل می‌شود که فناناپذیر، با پوستی رنگ‌پریده و دست‌های سیاه و چشمانی براق هستند. «دراگون‌گِلَس» هیچ اثری بر «وایت‌ها» ندارد. با آنکه می‌توان به‌لحاظ فیزیکی به آن‌ها آسیب زد، اما حتی اعضای تکه‌تکه‌شدهٔ آنها، زنده و متحرک باقی می‌مانند و تنها راه از بین بردنشان، آتش (سوزاندن) است.
انسان‌هایی که در آن سوی دیوار بزرگ زندگی می‌کنند، و توسط ساکنان وستروس «وحشیان» یا «بربرها» لقب گرفته‌اند، جسد مردگان خودشان را می‌سوزاند تا بعدها تبدیل به یکی از این «وایت‌ها» نشوند.
در مجموعهٔ تلویزیونی بازی تاج‌وتخت محصول اچ‌بی‌او، نقش یکی از وایت‌واکرهای اصلی را راس مولان و نقش پادشاه آنان یعنی «نایت کینگ» را ابتدا ریچارد بریک در قسمت چهارم از فصل چهارم سریال، و سپس هنرپیشهٔ اسلواک «ولادیمیر فوردیک» (از فصل ششم به‌بعد) ایفا می‌کنند.